# Kenshiro Abe
Kenshiro Abe (15. december 1915 – 1. december 1985) var en japansk kampsportsinstruktør, der underviste i judo i Europa 1955-69.
Han blev født i Tokushima-præfekturet i Japan, og blev tidligt introduceret til kampsport af sin far, der underviste i kendo.
I 1931 begyndte han at træne judo og i 1933 kom han ind på en speciel kampsportsskole på Butokukai i Kyoto, både i judo og kendo.
Han vandt det japanske mesterskab i judo i 1935 og vandt samme år et mesterskab kun for 5. dan graduerede.
Samme år begyndte han at træne aikido hos Morihei Ueshiba.
I 1955 kom han til England efter invitation af London Judo Society, men brød kort efter kontakten dertil og oprettede en lang række organisationer hvor han underviste i bl.a. a. i judo, kendo, aikido, karate, kyudo og iaido. Han rejste en del i Europa og afholdt også kurser i Danmark.
Efter en bilulykke i 1960, hvor han pådrog sig en skade i nakken, var han kun en smule aktiv, og tog i 1964 til Japan for at se de olympiske lege i Tokyo.
I 1969 kom han tilbage til England, og koordinerede al sin undervisning under sin egen filosofi, Kyu Shin Do og blev omtalt som grundlægger (doshu, i England ofte docho).
Året efter vendte han tilbage til Japan, hvor han levede en tilbagetrukket tilværelse, indtil sin død i 1985.
Grader: 8. dan judo, 6.dan aikido, 6.dan jukendo, 6.dan karate, 6.dan kendo, 6.dan kyudo

## Kyu Shin Do
Der er ikke megen dokumentation om hans filosofi.
Kyu Shin Do (求真道) betyder vejen til den sande søgen, eller søgen efter den sande vej. Det er inspireret af buddhisme og af Morihei Ueshibas undervisning. Der er 3 underpunkter.
- Banbutsu ryûten (万物流転) alle ting er i evig bevægelse, eller med Heraklits ord alt flyder (panta rhei).
- Ritsudô (律動) bevægelsen har rytme.
- Chôwa (調和) alting er i harmoni.